# Umag
Umag (en italien : Umago) est une ville et une municipalité du comitat d'Istrie, en Croatie.
Au recensement de 2021, la municipalité comptait 12 767 habitants.

## Histoire
Umag est mentionnée pour la première fois au VIIe siècle par l'Anonyme de Ravenne, mais elle existait déjà à l'époque romaine. De nombreux vestiges romains comme la villa rustica ont été découverts le long de la côte.
La période romaine de relative prospérité est suivie par l'insécurité causée principalement par de fréquentes invasions, les épidémies de peste, de choléra et le paludisme. Le nombre des habitants diminue rapidement. Après 476, Umag fait partie du royaume d'Odoacre, puis du royaume d'Italie de Théodoric le Grand, pour être enfin reprise par les troupes de Constantinople vers 560.
L'histoire de la ville est étroitement liée à la colonisation de Sipar dont les ruines se trouvent sur le cap étroit à six kilomètres au nord d'Umag. Au IXe siècle), le village fortifié de Sipar est dévasté par les pirates de la Neretva. Après ce malheureux incident Umag grandit en importance grâce à son emplacement, un îlot séparé du continent par un étroit canal. C'est ce site qui permit la sauvegarde de la bourgade des invasions continues à travers les siècles.
Du VIe au VIIIe siècle, la ville se trouve donc sous domination de l'empire romain d'Orient (dit "byzantin"), puis sous celle des Lombards en 751 et, en 774, sous celle des Francs. La période suivante est marquée par l'insécurité et des changements fréquents de gouvernement, des patriarches de Grado et d'Aquilée aux évêques de Trieste. La puissante république de Venise impose ensuite sa domination sur l'Istrie, forçant Umag et d'autres villes d'Istrie à lui jurer fidélité. En 1269, la commune de Umag promet fidélité à Venise, qui jusqu'en 1797 nomme les gouverneurs d'Umag. Cette période n'est en aucune façon pacifique.
De nombreux affrontements[style à revoir] avec la république de Gênes provoquent destruction et pillage. En 1370, la marine génoise attaque Umag, détruisant les archives de la ville. Les épidémies de peste qui ont décimé les habitants ont forcé les autorités vénitiennes à envisager la colonisation de la région avec de nouveaux colons, venus principalement des territoires menacés par les invasions turques. Pendant les siècles de domination vénitienne, l'économie d'Umag est exclusivement basée sur l'agriculture. Le port d'Umag est utilisé pour charger les surplus agricoles de l'arrière-pays.

Umag vu de la mer en août 2018.

Avec la chute de la république de Venise, Umag, comme toute la côte orientale de l'Adriatique, passe sous la domination de la France jusqu'en 1815 puis de l'empire d'Autriche jusqu'en 1918. Avec la fin de la Première Guerre mondiale, l'Istrie devient italienne. Les conséquences de la Seconde Guerre mondiale aboutissent à la création du Territoire libre de Trieste, tandis qu'Umag est rattachée à la zone B, régie par l'armée yougoslave, puis à la Yougoslavie en 1954. De nombreux Italiens, jusque-là majoritaires, quittent alors la région.

## Sport

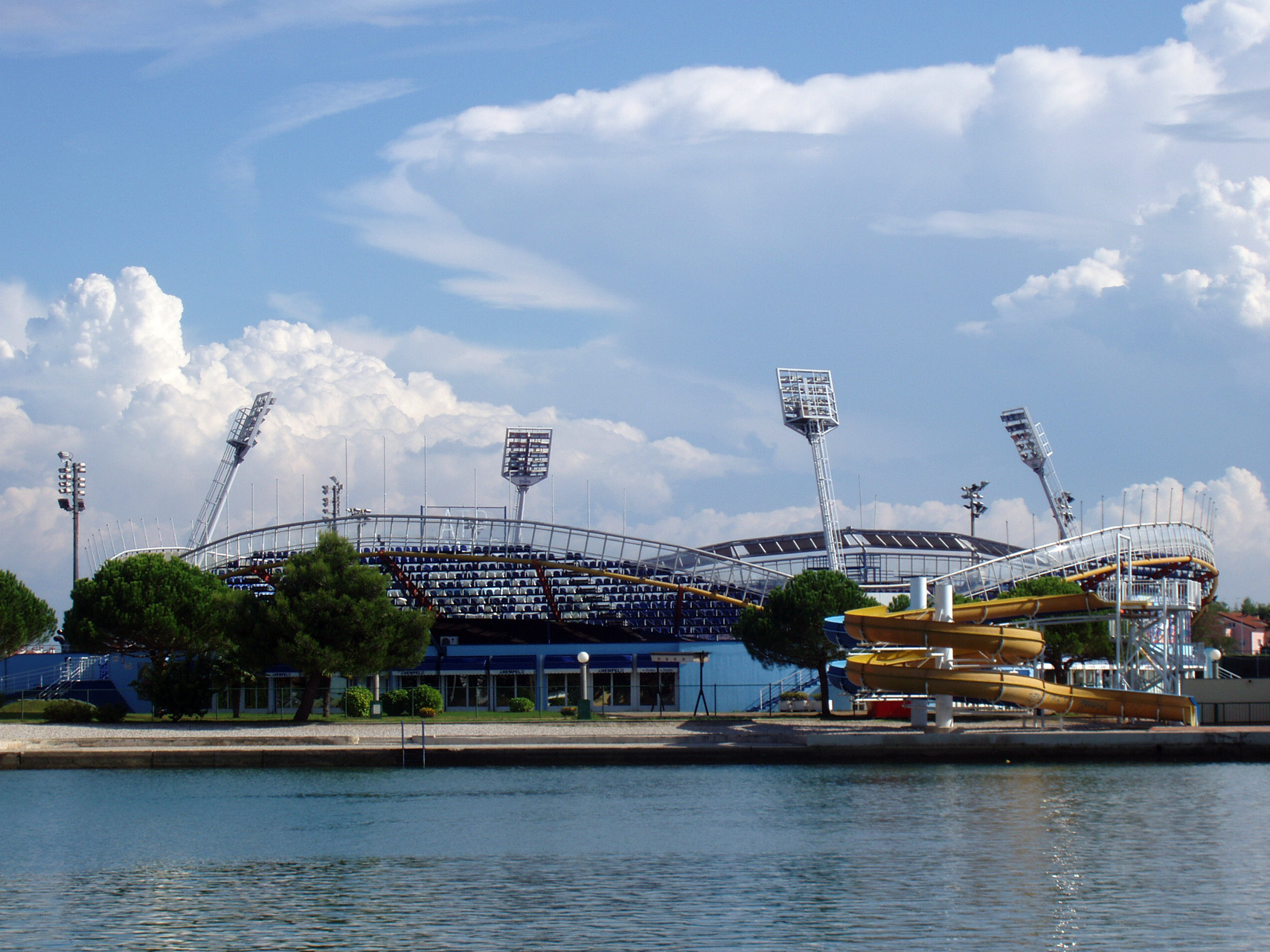
Le stade Stella Maris qui accueille le Tournoi de tennis d'Umag.

L'Open de Croatie, un tournoi de tennis sur terre battue du circuit ATP, se déroule chaque année à Umag. Il a été remporté plusieurs fois par Carlos Moyà, ancien numéro 1 mondial en 1999.
Depuis 2013, il existe également une course cycliste à Umag, le Trofej Umag.

## Localités
En 2006, la municipalité d'Umag comptait 23 localités :
| - Babići (Babici) - Bašanija (Bassania) - Crveni Vrh (Monterosso) - Čepljani (Cipiani) - Đuba (Giubba) - Finida - Juricani (Giurizzani) - Katoro (Cattoro) - Kmeti (Metti) - Križine (Cresine) - Lovrečica (San Lorenzo) - Materada (Matterada) | - Monterol - Murine (Morino) - Petrovija (Petrovia) - Savudrija (Salvore) - Seget (Seghetto) - Sveta Marija na Krasu (en partie) (Madonna del Carso) - Umag/Umago - Valica (Valizza) - Vardica (Vardizza) - Vilanija (Villania) - Zambratija (Zambrattia) |

## Maires
| Législature | Nom             | Parti(s)      | Note  |
| ----------- | --------------- | ------------- | ----- |
| 2005-2009   | Vlado Kraljević | IDS           |       |
| 2009-2013   | Vili Bassanese  | HSU-HNS-Verts | [ 2 ] |

## Jumelages
La ville d'Umag est jumelée avec :
- Mussolente (Italie)
- Ružinov (Slovaquie)